# Поводы (Кобелякский район)
Поводы (укр. Поводи) — село, Озерянский сельский совет, Кобелякский район, Полтавская область, Украина.
Код КОАТУУ — 5321885103. Население по переписи 2001 года составляло 15 человек.

## Географическое положение
Село Поводы находится на расстоянии в 1,5 км от сёл Морозы, Баранники и Коваленковка.

## История
Село образовано после 1945 года из хуторов: Поводы, Верещаки (Верещачина), а Мораховского (Третьяка) до 1912 года (отсутствует в списке жилых мест Полтавской губернии).